# 파라오

파라오의 일반적 묘사.

파라오(영어: Pharaoh)는 고대 이집트의 정치적·종교적 최고 통치자를 나타내는 표현으로 이집트의 왕 또는 왕위를 나타내는 말이다. 원래 파라오는 “큰 집”이라는 뜻으로 이집트 왕의 궁정, 왕궁을 나타내는 말이었으나, 시간이 흐르면서 왕과 동격의 의미를 갖게 되었다. 하지만 “성스러운 권좌”를 의미하는 “페르-오”에서 유래했다는 주장도 있다. 이집트의 파라오는 호루스의 현신으로 받아들여진다.
또한 파라오는 인간이 아닌 신으로 숭배되기도 하며, 파라오가 죽으면 육체를 모두 소진하고 영혼으로서 다스린다고 생각했기 때문에 파라오가 영원히 사는 궁궐의 의미로서 피라미드가 건설되었다.
투트모세 3세가 파라오로 즉위하여 이집트를 통치한 이후의 모든 이집트 군주들은 파라오라고 불리었다.

## 같이 보기
- 파라오 목록